# Hermann Kleine
Hermann Kleine (* 18. April 1903 in Herne; † 21. April 1970 ebenda) war ein deutscher Politiker der CDU. Von 1946 bis 1948 war er Oberbürgermeister von Herne.

## Leben und Beruf
Kleine wuchs als Sohn eines Handwerkers in Baukau auf. Nach seinem Schulabschluss absolvierte er eine kaufmännische Lehre bei einer Bergbaugesellschaft. Den erlernten Beruf übte er in mehreren Bergbauverwaltungen und der Industrie aus, zuletzt leitete er die Abteilung für Verkauf bei der Schüchtermann & Kremer-Baum AG. Später wechselte er in die städtische Laufbahn.
Kleine war zweimal verheiratet und Vater von fünf Kindern. Er war evangelisch und engagierte sich in der Jugendbewegung sowie als Presbyter in seiner Gemeinde.

## Politik
Nach dem Zweiten Weltkrieg war Kleine Mitbegründer des CDU-Ortsverbands in Herne. 1946 kandidierte er erfolgreich für den Stadtrat und wurde bei dessen erster Sitzung zum Oberbürgermeister gewählt. Dieses Amt hatte er zwei Jahre inne. Bei den Kommunalwahlen 1948 wurde die SPD stärkste Kraft, Kleine schied aus seinem bisherigen Amt und dem Stadtrat aus.
Am 1. Dezember 1948 trat Kleine sein Amt als Herner Stadtkämmerer an, dieser Posten wurde neu erschaffen. Später wurde er, zusatzlich zu seiner bisherigen Tätigkeit, zum Kulturdezernenten ernannt. In diesem Amt, in dem er 1960 bestätigt wurde und das er bis zur Pensionierung am 30. April 1968 ausübte, setzte er sich vor allem für die Bibliotheken, die Förderung von Kulturveranstaltungen und den Bau eines Kulturzentrums ein, welches jedoch erst 1976 eröffnet werden konnte.